# Taleninstituut Regina Coeli
Regina Coeli (Latijn: Koningin van de hemel) is een taleninstituut in Vught.
De school werd in 1903 opgericht als meisjesinternaat door de – uit Frankrijk uitgeweken – Kanunnikessen van de Heilige Augustinus.
Vanaf 1962 was aan de school een talenpracticum verbonden, waaruit het huidige instituut is voortgekomen. Het instituut staat nog steeds bekend onder de naam 'Nonnen van Vught'.
Al vanaf het begin werd gewerkt met native speakers en kon, vanwege de nabijheid van het inmiddels opgeheven internaat, ook een overnachtingsruimte worden geboden aan cursisten die zich in relatief korte tijd willen bekwamen in het spreken van een vreemde taal. Aan het instituut kunnen Nederlands, Arabisch, Chinees, Duits, Engels, Frans, Italiaans, Portugees, Russisch en Spaans worden geleerd. In 2016 kwam een nieuw gastenverblijf voor de cursisten gereed.
In 2017 publiceerde zuster Annette Heere een boek over de ontstaansgeschiedenis van het taleninstituut. Heere (mère Lidwine) overleed op 7 augustus 2019 als laatste van de oprichters De Nonnen van Vught.

## Personeelsleden
Hieronder een lijst met personeelsleden met een artikel op Wikipedia
- Marcel van der Heijden, directeur

## Alumni
Hieronder een lijst met alumni met een artikel op Wikipedia
- Rachel Fernhout-Pellekaan
- Dan Karaty

## Kunstenaars
Hieronder een lijst van kunstenaars waarvan werk te zien is
- Jules Dony, architect van de gebouwen in 1903, later afgebrand.
- Marius de Leeuw, raam van kloosterkapel, 1963